# 中国本土・マカオ経済連携緊密化取決め
中国本土・マカオ経済連携緊密化取決め（ちゅうごくほんどまかおけいざいれんけいきんみつかとりきめ、繁体字: 內地與澳門關於建立更緊密經貿關係的安排; 簡体字: 内地与澳门关于建立更紧密经贸关系的安排 ポルトガル語: Acordo de Estreitamento das Relações Económicas e Comerciais entre o Continente Chinês e Macau; 英語: Mainland and Macau Closer Economic Partnership Arrangement; 略称: 中国本土・マカオCEPAまたはCEPA）は、中華人民共和国の本土とマカオ特別行政区との間で2003年10月18日に締結された自由貿易協定 (FTA) である。
同様のFTAには、中国が香港特別行政区と2003年6月29日に締結した中国本土・香港経済連携緊密化取決めがある。中国本土・マカオCEPAの下で、マカオから中国本土に輸入される272品目にのぼる製品の輸入関税が免除された。本協定締結後、更なる自由化を実現するための補足協定が年に一度、中国とマカオの間で締結されている。最新の補足協定は通称CEPA Vと称される第4次補足協定（2007年7月2日締結）である。
2016年6月1日にサービス貿易協定が発効された。